# Middlebury (Connecticut)
Middlebury è un comune di 6.974 abitanti degli Stati Uniti d'America, situato nella Contea di New Haven nello Stato del Connecticut.